# أزمة الإكوادور في عام 2010
وقعت أزمة الإكوادور في 30 سبتمبر 2010 عندما أغلق عناصر الشرطة الوطنية الطرق السريعة، واحتلوا الجمعية الوطنية، وأغلقوا مطار ماريسكال سوكري الدولي في كيتو، ومطار خوسيه خواكين دي أولميدو الدولي في غواياكيل، وسيطروا على محطة تلفزيون الإكوادور، فيما زعموا أنه إضراب لمعارضة قانون ترعاه الحكومة يُفترض أنه يقلل من فوائدهم. وردت أنباء عن اضطرابات ونهب في سبع مقاطعات من البلاد بسبب الافتقار إلى تطبيق القانون.
ذهب الرئيس رافاييل كوريا إلى مقر الشرطة في كيتو على الرغم من توصيات أفراد الأمن الخاص به بعدم الذهاب وزيادة الأمور سوءًا. استُقبِل بامتعاض، وألقى خطابًا قاسيًا اتهم فيه رجال الشرطة بالخيانة العظمى للشعب والوطن، وتحداهم في قتله. تهجم عليه رجال الشرطة، وانفجرت عبوة غاز مسيل للدموع، فاصطُحِب كوريا إلى المستشفى الموجود في نفس المجمع. قالت جريدة إل باييس، ونيويورك تايمز، وصحيفة إل كوريو وكوريا نفسه إن رجال الشرطة طوقوا المبنى ومنعوه من المغادرة. أعلن كوريا حالة الطوارئ من المستشفى، وقال إن «انقلابًا كان يحدث»، وعزا المسؤولية إلى معارضة الحكومة. كشفت تسجيلات إذاعية للشرطة من ليلة 30 سبتمبر أن الشرطة كانت تنوي قتل كوريا بحسب وكالة الأنباء الرسمية أنديس. خرج آلاف المدنيين لدعم كوريا، وتجمعوا حول المستشفى الذي احتُجِز فيه كرهينة. وقعت اشتباكات بين قوات الشرطة المتمردة وقوات الجيش والشرطة الموالية؛ الذين نجحوا في إخراج كوريا من المستشفى بعد احتجازه المزعوم لمدة 10 ساعات.
قال وزير الصحة الإكوادوري إن الأحداث خلفت ثمانية قتلى و274 جريحًا. عُرِف أحد الضحايا بأنه كان طالبًا جامعيًا، وذلك بالإضافة إلى مقتل ضابط شرطة واثنين من العسكريين المشاركين في عملية الإنقاذ.
أشار اتحاد دول أمريكا الجنوبية، ورئيس الوزراء الإسباني خوسيه لويس رودريغيز ثباتيرو، والأمين العام لمنظمة الدول الأمريكية، خوسيه ميغيل إنسولزا، إلى الأحداث على أنها محاولة انقلاب.

## خلفية
تميز تاريخ الإكوادور الحديث بعدم الاستقرار المؤسسي. نصّبت الإكوادور ثمانية رؤساء بين عامي 1997 و2007، وأطيح اثنين منهم في الاضطرابات السياسية، وهما جميل معوض في عام 2000 ولوسيو غوتيريز في عام 2005. فاز تحالف كوريا الجنوبية منذ ذلك الحين بخمس انتخابات متتالية، بما في ذلك انتخابين رئاسيين (2006 و2009)، واستفتاء لتعديل الدستور واستفتاء لإقرار الدستور الجديد. أظهر استطلاع نُشِر في 15 سبتمبر 2010 أن كوريا لديه نسبة قبول بلغت 67% في كيتو و59% في غواياكيل.

### القانون الأساسي للخدمة العامة
صاغت السلطة التنفيذية القانون الأساسي للخدمة العامة، ونظرت إليه القوات المسلحة وسلطات إنفاذ القانون على أنه يقدم تخفيضات في فوائدهم. شملت هذه التخفيضات: إلغاء مكافآت عيد الميلاد، والمكافآت المصاحبة لمنح الميداليات، بالإضافة إلى جوائز الخدمة على أساس الوقت فيها. أثار مشروع القانون الكثير من الجدل خلال المناقشات البرلمانية؛ ولكنه مُرِّر خلال الجولتين الأولى والثانية والجولة الكاملة من الأصوات البرلمانية في الجمعية الوطنية. قدم الرئيس كوريا اعتراضًا جزئيًا على اقتراح القانون في 3 سبتمبر. تحدث تقرير من صحيفة إكوافيزا عن إشارة مصادر حكومية إلى تفكير كوريا في حل الجمعية، والدعوة إلى انتخابات جديدة بسبب الخلافات داخل حزبه فيما يتعلق بمخاوفه بشأن التشريع الجديد. لم تكن الجمعية قد انتهت بعد من اقتراح القانون في 30 سبتمبر، أي بعد خمسة عشر شهرًا من النقاش. جادل البعض بأن الشرطة لم تكن على علم بالإجراءات الجديدة، التي لم تهدف إلى خفض الفوائد، بل التي كان المقصود منها تقديم الفوائد بوسائل أخرى.
أعرب المسؤولون ووسائل الإعلام في أمريكا اللاتينية، بالإضافة إلى مؤيدي كوريا، مع تطور الأحداث، عن قلقهم من احتمالية اتباعهم نفس المسار الذي اتبعه انقلاب هندوراس عام 2009؛ والذي أطيح فيه رئيس يساري آخر من أمريكا اللاتينية، مانويل زيلايا، من قبل الجيش خلال أزمة دستورية. (يُعرف كوريا بأنه «يساري» كما يصف نفسه بذلك). أرسل النظام الحاكم في هندوراس حينها رسالة دعم لكوريا بعد انتشار أنباء الأزمة في الإكوادور.

## الهجوم على الرئيس
احتل أفراد من القوات المسلحة والشرطة الوطنية الإكوادورية في صباح يوم 30 سبتمبر عدة ثكنات؛ ووضعوا حواجز طرقية في تسعة من عواصم المقاطعات بالبلاد للمطالبة بدفع مكافآت خاصة للشرطة والجيش. احتلت هذه الشرطة والقوات المسلحة مبنى جمعية الأكوادور الوطنية. أغلقت القوات الجوية الإكوادورية مطار ماريسكال سوكري الدولي في كيتو ومطار خوسيه خواكين دي أولميدو الدولي في غواياكيل، مما أجبرهم على الإغلاق لعدة ساعات. أغلقت الشرطة أيضًا الطرق في غواياكيل، أكبر مدينة في الإكوادور، وأبلغت عن اضطرابات في مدينتين أخريين. نهب اللصوص البنوك، ومحلات السوبر ماركت، ومراكز التسوق في مدينة غواياكيل الساحلية.
توجه الرئيس كوريا إلى ثكنة الشرطة في كيتو ووصل الساعة 11:00 صباحًا (+5 بتوقيت جرينتش)، وذلك بعد تعرضه لسوء استقبال، فلم يجتمع الحرس على شرف قدومه. حاول كوريا أولًا إجراء حوار مع الشرطة وانتقد أفعالهم باعتبارها خيانة بحق «الشعب والبلد»، ولكن بعد سماعه هتافات الشرطة المعادية «لوسيو الرئيس، لوسيو الرئيس»، فصرخ قائلًا: «إذا كنتم تريدون قتل الرئيس، فها هو أمامكم. اقتلوني، إذا كنتم تريدون ذلك. اقتلوني إذا كان لديكم شجاعة كافية!». هاجمت الشرطة كوريا بعد مغادرته المقر بقنبلة غازية مسيلة للدموع كادت تصيب رأسه. حاول المتظاهرون ركله على ركبته التي أجرى لها عملية جراحية مؤخرًا، والذي كان يسير بعصا بسببها.
اصطُحِب كوريا إلى المستشفى في نفس المجمع. حاصرته قوات الشرطة خارج مبنى المستشفى ومنعته من المغادرة، حاولت مروحية إخلائه هو والوفد المرافق له، ولكنها مُنِعت من الهبوط بسبب عوائق في المهبط. اعتقلت قوات الشرطة أيضًا أحد أفراد فريق الحماية الشخصية التابع له. ذكرت صحيفة لا هورا ناسيونال أن اثنين من موظفي المستشفى نفيا أن تكون تلك حالة رهن؛ وأفادت إل باييس عن حوارات مسجلة بين رجال الشرطة أعلنوا فيها عن نيتهم بقتله أو إبعاده عن منصبه.
أعلن كوريا حالة الطوارئ من المستشفى، وذلك بعد أن اتهم المعارضة وقوات الأمن بمحاولة الانقلاب وتنظيم الاحتجاجات. ذكر أنه كان يعلن حالة الطوارئ لمدة خمسة أيام في محاولة لاستعادة النظام.
أشارت التقارير إلى أن القوات المسلحة ظلت موالية للنظام الدستوري. قال كوريا إن عملية الإنقاذ أبدت استعدادها لبضع ساعات، لكنها أُجِّلت لتجنب المزيد من إراقة الدماء. شُجِّع أنصار كوريا من قبل وزير خارجية البلاد أيضًا على إنقاذ «رئيسهم»، ولكنهم مُنِعوا من مقابلة الرئيس، واشتبكوا مع الشرطة حول كيتو. قيل إنهم هتفوا «هذه ليست هندوراس» في إشارة إلى انقلاب عام 2009 في ذلك البلد. تجمع المئات من أنصار كوريا خارج الجمعية الوطنية، التي حاصرتها الشرطة المتمردة، بينما التقى وزير الداخلية غوستافو يالك بممثلي الشرطة المتمردة.
سيطر المتظاهرون على القنوات بحلول العصر. استُنكِرت العديد من الهجمات على الصحفيين والمصورين الصحفيين من قبل الشرطة المتمردة في كيتو ومدن أخرى. تعرض عمال ومعدات تلفزيون الإكوادور، وراديو بوبليكا، وإكوافيزا، وتيلي أمازوناس، وإل كوميرسيو للاعتداء، مما أدى إلى إصابة العديد من الصحفيين الإيكوادوريين. تعرض صحفيون دوليون من وكالة فرانس برس وتيليسور للاعتداء.

### عملية الإنقاذ
أُنقِذ كوريا في ساعات متأخرة من المساء، بعد اشتباكات مع قوات الشرطة المتمردة داخل وخارج مبنى المستشفى، من قبل ثلاث من فرق الشرطة والجيش الخاصة (مجموعة التدخل والإنقاذ، ومجموعة القوات الخاصة ومظليي الجيش) وقوات النخبة التابعة للجيش، ضمن قوة قوامها حوالي 500 فرد مخلص لولائه ومرتدي للزي الرسمي. عُرِض الإنقاذ من المستشفى على الهواء مباشرة على التلفزيون الإكوادوري. أصاب الرصاص غرفة كوريا أثناء عملية الإنقاذ. صرحت المحامية الفنزويلية الأمريكية إيفا غولينغر أن المحققين «خلصوا إلى أن قوات الانقلاب كانت تحاول اغتياله قبل أن إنقاذه». أصيبت سيارة كوريا المصفحة أثناء إنقاذه بأربع رصاصات، لكن التحقيق أظهر أن السيارة، من نوع نيسان باترول، التي استُخدِمت لإنقاذ الرئيس لم يكن لها أي آثار، وما يزال من غير الواضح مكان وجود السيارة السوداء المدرعة (فورد) عندما أصيبت.
نُقل كوريا إلى القصر الرئاسي حيث ألقى «خطابًا ناريًا» للجمهور شكر فيه أولئك الذين دعموه وجاءوا إلى كيتو لدعم «ثورة المواطن والديمقراطية في بلدنا»؛ وأعضاء الحكومة الذين خاطروا بحياتهم من أجله. شكر أيضًا اتحاد دول أمريكا الجنوبية ودول أمريكا اللاتينية الأخرى التي دعمته.
انتقد كوريا الذين حاولوا الانقلاب قائلًا: «كيف يسمون أنفسهم بالشرطة بعد أن تصرفوا على هذا النحو ضد الشعب»؛ وقال إنه لن تكون هناك حصانة للجناة ولن يكون هناك أي «تفاوض تحت الإكراه». وصف المهاجمين بأنهم «جبناء»، وادعى أنه تحدث إلى الضباط الذين احتجزوه كرهينة في المستشفى وسألهم سؤالين: هل دُفِع لكم هذا المبلغ من قبل؟ وهل قرأتم القانون؟؛ وزعم قولهم إنهم لم يلقوا معاملة أفضل من معاملة إدارته وأنهم لم يقرأوا القانون المثير للجدل. أجاب كوريا المتظاهرين عندما طلبوا منه إلغاء القانون بأنه لا يملك السلطة لفعل ذلك، وأنه سيغادر كرئيس أو كجثة، ولكنه غادر في النهاية «مرفوع الرأس».